# چاک مک‌کینلی
چاک مک‌کینلی (انگلیسی: Chuck McKinley؛ زاده ۵ ژانویهٔ ۱۹۴۱ درگذشته ۱۱ اوت ۱۹۸۶) یک تنیس‌باز اهل ایالات متحده آمریکا بود.